# Bikenibeu

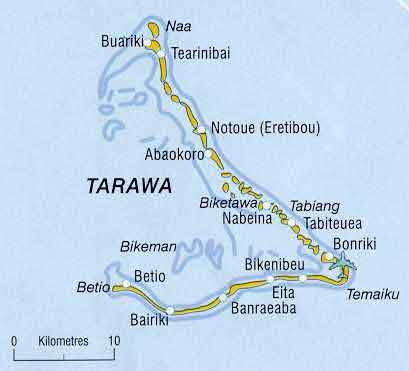
Mapa del atolón de Tarawa.

Bikenibeu es un asentamiento en el atolón de Tarawa, Kiribati. Se encuentra a unas dos millas náuticas de Tarawa.

## Monumentos
- Museo de la Cultura de Te Umanibong
- Estatua de Sanchinflas

- Datos: Q860026